# Naruto: The Broken Bond
Naruto: The Broken Bond es un videojuego de Ubisoft Montreal para Xbox360 del 2008. Es la secuela de Naruto: Rise of a Ninja. El juego fue presentado en la edición del E3 de 2008. El juego cuenta con las voces originales en japonés.

## Argumento
El juego inicia con el combate entre el tercer Hokage, Hiruzen Sarutobi y su alumno Orochimaru. Abarca del episodio 80 hasta el 135. Recoge la llegada de Akatsuki a Konoha, la búsqueda de Tsunade Senju y el "rescate" de Sasuke Uchiha.

## Modo de juego
Una de las novedades es que en el modo historia son más de 15 horas de juego, dispondremos de 11 personajes durante el modo historia, donde se podrá formar grupos de hasta 3. Los personajes son Naruto, Sasuke, Shikamaru, Neji, Choji, Kiba, Jiraiya, Hiruzen Sarutobi, Sakura, Rock Lee y Naruto Kyubi una cola. El grupo deberá cooperar para poder avanzar durante el juego. Por ejemplo, Naruto realiza el Kage Bunshin no jutsu para formar un puente y poder cruzar un río o Neji realiza Byakugan para revelar trampas invisibles a simple vista.
El modo de combate 1 vs 1 es uno de los apartados que han modificado más, impidiendo la realización de técnicas hasta no alcanzar cierto nivel de la barra de sobrecarga que se llena a medida que se realice daño o se reciba; el modo furia (que aumenta la velocidad y el daño del personaje) se consigue al llegar al nivel 3 de dicha barra, pero al ser usado, la gasta, lo que impide realizar técnicas nuevamente. Se añade combates 2 vs 2.
Las transformaciones de sello maldito de los personajes son disponibles temporalmente mediante técnicas (Nivel uno con el nivel uno de barra de sobrecarga y nivel dos con el nivel dos de la barra) a excepción de Naruto y Sasuke que tienen un personaje propio.
Se podrá tener tres personajes por combate, los cuales se podrán cambiar a voluntad, lo cual genera mayor diversidad en las estrategias de combate. Los equipos pueden realizar combos conjuntos o ataques combinados y también cambiar el combatiente.
Otra novedad del modo Historia, es que en los combates que siguen el hilo argumental tendrán unas condiciones o reglas especiales. Un ejemplo, el combate de Naruto contra Kabuto no finaliza hasta que no se realice el Rasengan.
Otro ejemplo es la batalla final contra Sasuke sello maldito nivel 2 solo acabaras con el cuando le ganes en hacer el Rasengan.
Lo que diferencia a Naruto:ROAN y The Broken Bond de los demás es que esta es la primera saga de videojuegos de Naruto en la que puedes combatir en el agua en el escenario del Valle del Fin.
También los diferencia de los demás en que en la pelea tiene pequeños minijuegos: unos ejemplos son cuando haces el Rasengan, el Chidori o el Raikiri; si tu eres el personaje que lo hace tienes que evitar que el poder salga del círculo que te aparece y si eres el rival tienes que asegurarte de sacar lo antes posible el poder del círculo.

## Escenarios del juego
Cada escenario cuenta con cuatro variaciones, que son día, tarde, nublado y noche, a excepción del Valle Del Fin y las cabezas del Primer Hokage y Madara Uchiha. Este es el primer juego en el que se permite la posibilidad de pelear en el agua.
- Cabezas del Primer Hokage y Madara Uchiha
- Valle del Fin
- Coliseo del Examen Chunin
- Torre del Examen Chunin
- Azotea del coliseo del Examen Chunin
- Patio del Templo del Sapo
- Azotea del hospital
- Campo abierto
- Bosque de la muerte
- Lago
- Centro de Konoha
- Claro del bosque

Más otros 8 Escenarios

## Personajes
Son 25 personajes completamente distintos con 2 Variaciones de traje de Naruto, Sasuke y una de Itachi:
| - Naruto Uzumaki - Naruto Una cola-Kyūbi - Sasuke Uchiha - Sasuke Uchiha Sello Maldito nivel 2 - Sakura Haruno - Rock Lee - Neji Hyūga - Shikamaru Nara - Chōji Akimichi - Kiba Inuzuka - Gaara - Temari - Kakashi Hatake - Sasuke Traje Chunin - Naruto Uzumaki Traje Verde | - Hiruzen Sarutobi - Tsunade Senju - Jiraiya - Orochimaru - Kabuto Yakushi - Jirōbō - Kidōmaru - Sakon y Ukon - Tayuya - Kimimaro Kaguya - Itachi Uchiha - Kisame Hoshigaki - Haku - Zabuza Momochi - ANBU Itachi Uchiha |

### Personajes No Controlables
- Primer Hokage
- Segundo Hokage
- Might Guy

## Xbox Live
- El traje negro que usa Sasuke será una descarga exclusiva a través de Xbox Live[15]
- Desde el 31 de octubre de 2008 está disponible una DEMO del juego que contiene la parte de la historia de transición entre Naruto: Rise of a Ninja y Naruto: The Broken Bond.[16]
- El modo en línea permite partidas 1 vs 1 y 2 vs 2.

## Juegos Relacionados
- Naruto: Rise of a Ninja